# مكتب سلامة النقل الأسترالي

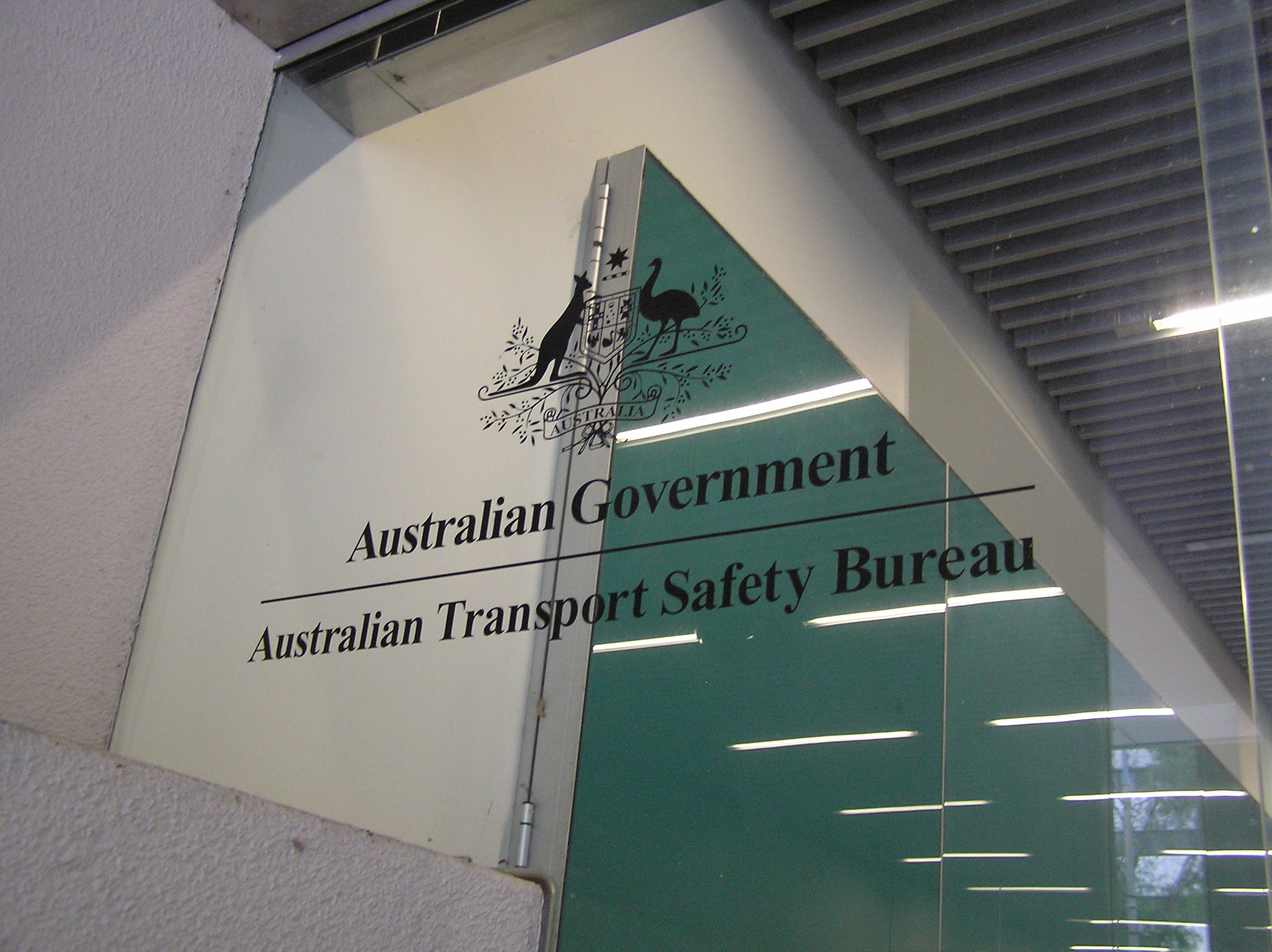
المكتب المركزي ATSB

مكتب سلامة النقل الأسترالي (ATSB) هو المحقق الوطني الأسترالي لسلامة النقل. المكتب هو هيئة حكومية فيدرالية مسؤولة عن التحقيق في الحوادث والحوادث المتعلقة بالنقل داخل أستراليا. ويغطي السفر الجوي والبحري والسكك الحديدية. المكتب هو وكالة قانونية مستقلة تابعة لحكومة الكومنولث، تحكمها لجنة وهي منفصلة عن منظمي النقل وصانعي السياسات ومقدمي الخدمات.

## روابط خارجية
- موقع مكتب سلامة النقل الأسترالي
- Australian Transport Safety Bureau على موقع واي باك مشين (archive index)